# Javier Pedro Saviola
Javier Pedro Saviola   (Buenos Aires, 11 de desembre de 1981) és un exfutbolista professional argentí nacionalitzat espanyol que va acabar la seva carrera jugant de davanter al Club Atlético River Plate.

## Biografia
Va destacar des de molt jove en River Plate, amb el qual va debutar en la primera divisió argentina amb tan sols 16 anys. És un jugador que generalment arrenca des de les bandes cap al centre. La seva actuació al River Plate va ser formidable, començant amb un gol en el partit del debut enfront del Club Atlético Gimnasia y Esgrima de Jujuy sent el jugador més jove a debutar amb un gol. Després es va coronar campió en l'Obertura 99, sent el màxim golejador amb 15 gols, i el segon més jove a aconseguir el premi, amb 18 anys i 1 dia, darrere de Maradona per 8 dies. També va obtenir el títol en el Clausura 2000. En aquesta etapa en River, va aconseguir 45 gols en 85 partits, sumat a 10 gols que aconseguí a la Copa Libertadores.
L'any 2001 va ser l'estrella de la Mundial Sub 20 organitzada per la FIFA a l'Argentina. Argentina es va proclamar campió amb un gol de Saviola a la final i a més Saviola va esdevenir el màxim golejador i va ser nomenat «el millor jugador del Mundial».
Després del Mundial, i amb tan sols 19 anys, va fitxar pel FC Barcelona, que va pagar per ell uns 4.400 milions de pessetes, xifra que el va convertir en el fitxatge més car de la història del club. Malgrat que va jugar a bon nivell durant les seves tres primeres temporades al Barça, l'estiu de 2004, quan va obtenir la nacionalitat espanyola va ser cedit per una temporada a l'AS Mònaco, amb el qual va disputar la Lliga francesa de futbol i la Lliga de Campions en la temporada 2004-2005. Després, durant la temporada 2005-2006, va ser cedit al Sevilla Futbol Club, amb el qual va competir en la Lliga espanyola de futbol, la Copa del Rei i va obtenir el títol de la Copa de la UEFA 2006. Després del mundial d'Alemanya, la situació professional de Saviola va passar a ser una mica confusa.
El juliol de 2006, va tornar a entrenar-se amb el Barça, tot i que l'entrenador Franklin Edmundo Rijkaard va dir que no hi comptava. En els partits de pretemporada 2006-07, Saviola va fer tres gols per al Barça. Al principi de la temporada, amb la lesió d'Eto'o, Rijkaard va tornar a fer-lo jugar, però després de la recuperació del camerunès va relegar-lo a la banqueta un altre cop.
El juliol de 2007, Txiki Begiristain va considerar poc necessària la continuïtat de Saviola conscient dels nombrosos jugadors amb els quals es comptava en la seva posició al FC Barcelona i el club li feu una oferta de renovació a la baixa, pel que després d'haver acabat contracte, Javier Saviola va fitxar pel Reial Madrid i va ser presentat davant unes 3.000 persones a l'Estadi Santiago Bernabeu. Al seu actual club tampoc no ha pogut triomfar. Ni primer Bernd Schuster ni després Juande Ramos han comptat amb el jugador argentí. El 26 de juny de 2009 es va fer oficial el seu traspàs al SL Benfica per 5 milions d'euros.

## Palmarès
CA River Plate
- Futbolista argentí més jove a debutar amb un gol (16 anys)
- Campió del Torneo Apertura 1999
- Màxim golejador: 1999 Apertura (15 gols)
- Segon màxim golejador més jove de la història de la lliga argentina (18 anys i 8 dies), només superat per Maradona, amb 8 dies menys.
- Jugador revelació de l'any als Premis Clarín 1999
- Premi Olimpia al millor jugador del país
- Rècord de partits consecutius marcant (8) a la lliga argentina (rècord superat).

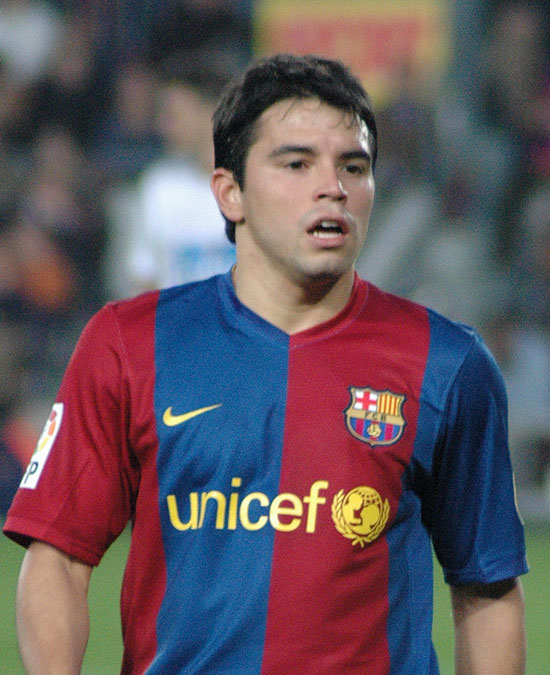
Saviola, a la seva etapa blaugrana.

- Trofeu al millor jugador sud-americà del 1999
- Campió del Torneo Clausura 2000

 FC Barcelona
- Trofeu al millor jugador del Gamper 2001
- Premi al millor jugador sud-americà de la lliga espanyola 01/02
- Premi Clarín com a millor futbolista argentí a l'estranger
- Trofeu al millor jugador del Gamper 2002
- Inclòs a la llista dels 50 candidats a la Pilota d'Or 2002
- Campió Copa Catalunya 03/04
- Inclòs a la llista de la FIFA dels 125 millors jugadors de la història (vius)

 Sevilla FC
- Campió de la Copa de la UEFA 2006

 FC Barcelona
- Campió de la Supercopa d'Espanya 2006

 Reial Madrid
- Campió de Lliga 2008
- Campió de la Supercopa d'Espanya 2008

 Selecció de l'Argentina
- Campió del Mundial Sub-20 2001
- Bota d'Or al millor jugador del Mundial Sub-20 2001
- Màxim golejador de la història del Mundial Sub-20 2001 (11 gols)
- Subcampió de la Copa Amèrica de futbol 2004
- Medalla d'Or als Jocs Olímpics d'Atenes 2004
- Subcampió Copa Confederacions 2005